# Tienduizendschap
Een tienduizendschap of myriarchie was een bestuurseenheid in Centraal- en West-Tibet tijdens de Mongoolse periode in Tibet die tijdens de Yuan-dynastie tot stand kwam. De eenheid bestond in theorie (maar meestal niet in de praktijk) uit tienduizend gezinnen. De bestuurseenheid was enigszins te vergelijken met een provincie.
De tienduizendschappen van Centraal- (U) en West-Tibet (Tsang en Ngari) werden elk bestuurd door een zogenaamde tienduizendschapbestuurder (tripon) die direct onder de geestelijk leider van de sakya-orde stond. De ondergang van de Yuan-dynastie in het jaar 1368 betekende ook het einde van deze gebiedsopdeling in Tibet.

## Historische achtergrond
In de jaren tussen 1246 en 1250 was het veel Tibetanen duidelijk geworden dat een onderwerping onder de heerschappij van het Mongoolse Rijk onvermijdelijk was. Dat de annexatie van Tibet verhoudingsgewijs zonder veel bloedvergieten verliep was uiteindelijk te danken aan de bemiddeling van Tibetaanse geestelijken, in het bijzonder van Sakya Pandita. Vanwege zijn inspanningen werd zijn neef Phagspa en diens opvolgers in het ambt van sakya trizin de leenheerlijkheid over Tibet toegekend. In de jaren vijftig van de 13e eeuw namen Tibetaanse vorsten deel aan de militaire expedities van de Mongolen. Als beloning ontvingen ze niet zelden een belangrijk ambt in de nieuwe politieke ordening van Tibet.

## Territoriale herinrichting van Tibet
Met de benoeming van de Mongoolse prins Koeblai Khan tot grootkhan van het Mongoolse rijk in het jaar 1260, begon ook de territoriale herinrichting van Tibet.

### De drie grote militaire districten
Tibet werd aanvankelijk in drie militaire districten ingedeeld, de drie choelkha's (chol kha). Het Tibetaanse woord chol kha is vergelijkbaar met het Mongoolse woord ciγulγan, waarmee de Mongolen de grootste militaire eenheid in hun leger aanduidden.
De eerste van deze drie choelkha's werd met Choelkha van de Dharma (chos kyi chol kha) aangeduid en omvatte voornamelijk Centraal-Tibet en een deel van West-Tibet.
De tweede eenheid kreeg de naam Choelka van de Mensen (mi'i chol kha) en omvatte de historische regio Doto (tib. mdo stod). Ze strekte zich grotendeels uit over het gebied dat later bekend werd als Kham.
De derde eenheid droeg de betekenis Choelka van de Paarden (rta'i chol kha) en omvatte de historische regio Dome (mdo smad). Dit werd later om en nabij de provincie Amdo.
Aan de geestelijke (en wereldlijke) leiders van de sakya-traditie werden alle drie militaire districten toegewezen. De leiders van de sakya-traditie benoemden bestuurders voor deze districten.

### Inrichting van de tienduizendschappen
De indeling van de choelkha's in tienduizendschappen betreft alleen de centrale (U) en westelijke delen (Tsang en Ngari) van Tibet. Het woord stamt eveneens uit de Mongoolse legerindeling, waar het wordt aangeduid met tümen. In het Mongoolse Rijk verwees het naar een militaire eenheid van tienduizend man. In tegenstelling hiermee waren de Tibetaanse tienduizendschappen verschillend van grootte en omvatten ze in de regel slechts enkele duizenden families.

## Aantal en politieke structuur van de tienduizendschappen
De westelijke choelkha (Choelkha van de Dharma) bestond uit dertien tienduizendschappen (khri skor bcu gsum) die allemaal bestonden uit al bestaande, in de regel wezenlijk kleinere vorstendommen. Een voorbeeld is Ringyalwa (rin rgyal ba) die in de jaren vijftig van de 13e eeuw deelnam aan de strijd van Koeblai Khan tegen het koninkrijk Nan Chao in Yunnan. Na de installatie van Koeblai Khan als grootkhan werd Ringyalwa benoemd tot leider (tripon) van de tienduizendschap Tshal Gungthang, waarvan het territorium met de toevoeging van verdere landsdelen aanzienlijk uitgebreid werd.
Het ambt van tripon werd door erfopvolging overgedragen. De tripon viel onder de poenchen die de politieke zaken van de leider van de sakya regelde. Binnen hun tienduizendschap hadden ze echter nagenoeg onbeperkte beslissingsbevoegdheid. Bij de wisseling van het ambt van tripon was het verplicht dat de nieuwe ambthouder naar het hof van de Yuan-keizer reisde om zich door de keizer te laten bevestigen in zijn ambt.
De belangrijkste tienduizendschappen in westelijk Centraal-Tibet (Ngari en Tsang) waren Mangyül Gungthang, Lato Lho, Lato Chang, Chumig en Shalu. Voor oostelijk Centraal-Tibet (U) waren dat Phagmo Dru, Tshal Gungthang, Gyama, Chayul, Drigung en Yasang.
Na het einde van de heerschappij van de sakya-orde in Tibet (1354) vielen deze tienduizendschappen onder het bewind van de heerser van de Phagmodru-dynastie of gingen ze verder als zelfstandige eenheden.